# Stictolejeunea
Stictolejeunea är ett släkte av bladmossor. Stictolejeunea ingår i familjen Lejeuneaceae.
Kladogram enligt Catalogue of Life:
| Stictolejeunea | \| \| Stictolejeunea iwatsukii \| \| \| \| \| \| Stictolejeunea squamata \| \| \| \| |
|                | \| \| Stictolejeunea iwatsukii \| \| \| \| \| \| Stictolejeunea squamata \| \| \| \| |
|                | Stictolejeunea iwatsukii                                                             |
|                |                                                                                      |
|                | Stictolejeunea squamata                                                              |
|                |                                                                                      |